# Atanasio (nombre)
Atanasio es un nombre propio masculino de origen griego en su variante en español. Su significado es "inmortal".

## Santoral
- - 2 de mayo: San Atanasio de Alejandría, patriarca y doctor de la Iglesia.
  - 5 de julio: San Atanasio de Jerusalén, diácono mártir.
  - 5 de julio: San Atanasio de Athos, monje basiliano.

## Variantes
- Femenino: Atanasia.

### Variantes en otros idiomas
| Variantes en otras lenguas | Variantes en otras lenguas |
| -------------------------- | -------------------------- |
| Español                    | Atanasio                   |
| Albanés                    | Athanasi                   |
| Alemán                     | Athanasius                 |
| Asturiano                  | Atanasiu                   |
| Búlgaro                    | Атанас (Atanas)            |
| Catalán                    | Atanasi                    |
| Checo                      | Atanáš                     |
| Corso                      | Attanasiu                  |
| Croata                     | Atanazije                  |
| Danés                      | Athanasius                 |
| Eslovaco                   | Atanáz                     |
| Esperanto                  | Atanazio                   |
| Euskera                    | Atanasi                    |
| Finlandés                  | Athanasius                 |
| Francés                    | Athanase                   |
| Gallego                    | Atanasio                   |
| Griego                     | Αθανάσιος (Athanásios)     |
| Húngaro                    | Atanáz                     |
| Inglés                     | Athanasius                 |
| Islandés                   | Aþanasíus                  |
| Italiano                   | Atanasio                   |
| Latín                      | Athanasius                 |
| Lituano                    | Atanazas                   |
| Neerlandés                 | Athanasius                 |
| Noruego                    | Athanasius                 |
| Polaco                     | Atanazy                    |
| Portugués                  | Atanásio                   |
| Rumano                     | Atanasie                   |
| Ruso                       | Афанасий (Afanasij)        |
| Sardo                      | Atanàsiu                   |
| Serbio                     | Атанасије (Atanasije)      |
| Sueco                      | Athanasius                 |
| Ucraniano                  | Афанасій (Afanasij)        |

## Personajes célebres

### Santos
- San Atanasio de Alejandría, doctor y patriarca, festejado el 2 de mayo.
- San Atanasio Bazzekuketta, mártir ugandés, conmemorado el 27 de mayo.
- San Atanasio de Jerusalén, diácono, recordado el 5 de julio.
- San Atanasio el Atonita, fundador del cenobitismo atonita, conmemorado el 5 de julio.
- San Atanasio de Nápoles, obispo, festejado el 15 de julio.
- San Atanasio mártir, festejado el 22 de agosto.

### Otras personalidades
- Afanasi Nikitin, mercader, explorador y escritor ruso.
- Atanasio Bello Montero, músico venezolano.
- Atanasio Corte Zapico, médico y político asturiano.
- Atanasio Cruz Aguirre, político uruguayo.
- Atanasio Echeverría y Godoy, artista botánico y naturalista mexicano.
- Atanasio Girardot, prócer colombiano.
- Atanasio G. Saravia, historiador mexicano.
- Athanasios Miaulis, militar y político griego.
- Athanasius Kircher, sacerdote jesuita, políglota y erudito alemán.